# 53093 Ла Оротава
53093 Ла Оротава (53093 La Orotava) — астероїд головного поясу, відкритий 28 грудня 1998 року.
Тіссеранів параметр щодо Юпітера — 3,673.